# 連擊棋
連擊棋（Annuvin），是Jeff Roy在2001年推出的兩人棋類遊戲。

## 棋具
- 採用4*4*4的六角格棋盤。
- 棋子每方六枚，以顏色區分。

## 規則
- 初始位置為棋子布置對角側。
- 行動的一著為移動一枚己棋朝鄰邊格移至空格或敵棋處。若至敵棋處，則將該敵棋移除。
  - 剩餘N枚己棋數時，玩家回合需對同一枚己棋執行7-N著，不得越子，可轉向。
- 消滅所有敵棋獲勝[2][3]。

## 外部連結
- 遊戲介紹 （页面存档备份，存于）
- 遊戲下載